# Artiezian
Artiezian (ros. Артезиан) – osiedle w Rosji, w Kałmucji, w rejonie czernoziemielskim. W 2010 liczyło 2230 mieszkańców.